# Palazzo Guerrini Bratti
Palazzo Guerrini Bratti è un edificio monumentale presente nella contrada Chiaramonti di Cesena. Fu edificato su un nucleo abitativo di probabili origini malatestiane su progetto dell'architetto Leandro Marconi. La costruzione avvenne tra il 1792 e il 1796. 
La piccola facciata del palazzo presenta un ordine inferiore bugnato e la parte superiore ad intonaco decorato da fregi neocinquecenteschi.
Ai fianchi del portale ad arco a sesto acuto sono ben visibili gli stemmi della famiglia Guerrini Bratti. 
Il salone del piano nobile è decorato con soggetti mitologici, in linea con gli ornamenti in stile neoclassico presenti nell'edificio. Nelle sale sono presenti le raffigurazioni di Ercole, Lucifero e l'allegoria della Libertà.